# Proteïna d'unió a MRG
La proteïna d'unió a MRG —en anglès, MRG Binding Protein— és una proteïna humana del tipus acetiltransferasa que participa en l'activació de la transcripció de gens seleccionats, principalment per l'acetilació de les Histones H2A i H4 nucleosòmiques. També té un paper més secundari en la reparació d'ADN i ARN. Nivells anòmals d'aquesta proteïna en l'organisme poden estar associats a algun tipus de càncer, sobretot el colorectal. Pot ser anomenada MRG/MORF4L, MRG15BP o URCC4 (Up-regulated in colon cancer 4), i és coneguda pel domini Eaf7 o pel gen C20orf20. Les proteïnes d'unió tenen una sèrie de papers vitals pel que fa als complexos de múltiples subunitats, que aquestes poden albergar altres proteïnes efectores de determinats loci del genoma.
| Dades            |                |
| ---------------- | -------------- |
| Família          | TF326334       |
| Domini           | Eaf7           |
| Mida             | 204 AA         |
| Valor E          | 7.le-24        |
| Inici - Final    | 34 - 113       |
| Número d'accés   | AK001776.1     |
| Pes molecular    | 22.417 Daltons |
| Punt isoelèctric | 5.57           |

## Taxonomia
És una proteïna que està implicada en l'activació transcripcional de gens seleccionats principalment per l'acetilació de les histones H2A i H4 nucleosomal. El gen que codifica aquesta proteïna en l'espècie humana és el gen MRGBP (C20orf20, Chromosome 20 Open Reading Frame 20); està present en altres animals com ara el ximpanzé, el gos, la vaca o el ratolí.
Pertany a la família TF326334 i al domini Eaf7. La seva longitud és de 204 aminoàcids i té un pes molecular de 22.417 Daltons. El seu punt isoelèctric, pH en el qual la molècula té càrrega elèctrica neutra,és de 5.57.
Proteïnes homòlogues: 108 proteïnes en 97 espècies diferents, per exemple: PHUM422430-PA (Pediculus humanus) o GF12563 (Drosophila ananassae). Segons l'evolució genètica d'aquest gen s'han format gens semblants amb funcions homòlogues i que provenen d'un gen ancestral dels bilaterals. Seguidament, van aparèixer diferents gens gràcies a l'evolució.

## Estructura
L'estructura de la proteïna d'unió a MRG no ha estat determinada al 100 per cent, ja que no hi ha cap estudi satisfactori d'aquest apartat. Tot i això es coneix amb detall la seva estructura primària i de manera més general les estructures secundària, terciària i quaternària.
L'estructura primària està formada per una seqüència de 204 aminoàcids, i s'inicia amb una metionina (vegeu taula en l'apartat Processament i expressió] que determina la forma de l'estructura secundària, terciària i quaternària.
Pel que fa a l'estructura secundària, hi ha tres models que determinen l'estructura de la proteïna:
- Swissmodel: de l'aminoàcid 67 al 119 (98% seqüenciat).[7] La seqüència entre la proteïna diana i el model estructural és el primer indicador per observar l'exactitud esperada. Es coneix el 98% de la seqüència però pot contenir error, ja que aquests models són prediccions o interpretacions per mitjà d'ordinadors.
- Modbase: de l'aminoàcid 60 al 199 dels quals només el 18% està determinat.[8]
- Model experimental: PDB 2n1d de l'aminoàcid 67 al 119. Marca 4 regions amb hèlix alfa, i un gir de la posició 84 a la 87. En la resta dels aminoàcids de la proteïna no està definida la seva estructura de moment.[9]

La taula mostra les posicions (aminoàcids) de les estructures determinades:
| Feature Key | Posició   | Amplada |
| ----------- | --------- | ------- |
| Hèlix       | 73 - 75   | 3       |
| Hèlix       | 77 - 83   | 7       |
| Gir         | 84 - 87   | 4       |
| Hèlix       | 88 - 93   | 6       |
| Hèlix       | 109 - 115 | 7       |

L'estructura terciària no presenta dominis diferenciats, perquè és una proteïna amb un pes molecular baix (24.74 Daltons). Per tant, no es pot definir encara cap estructura terciària que sigui coneguda.
En l'estructura quaternària, el component del complex de la histona acetyltransferasa NuA4 conté la unitat catalítica KAT5/TIP60 i les subunitats EP400, TRRAP/PAF400, BRD8/SMAP, EPC1, DMAP1/DNMAP1, RUVBL1/TIP49, RUVBL2, ING3, actina, ACTL6A/BAF53A, MORF4L1/MRG15, MORF4L2/MRGX, MRGBP, YEATS4/GAS41, VPS72/YL1 I MEAF6. El complex NuA4 interacciona amb el MYC i l'adenovirus E1A protein, després la MRGBP pot interaccionar directament amb MORF4L1/MRG15 i MORF4L2/MRGX.

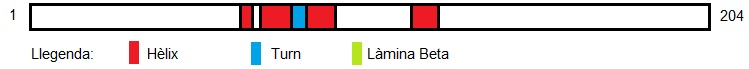
Estructura secundària MRGBP

## Localització
La localització directe és el nucli, però també es pot trobar en el complex NuA4 histone acetil transferasa. i al nucleosoma entre altres llocs. Segons l'ontologia gènica, el seu gen es troba en diferents llocs. Presenta una funció molecular, en l'organització de la cromatina, en la regulació de la transcripció de l'ADN, en la regulació de la transcrpició del promotor ARN polimerasa II, en la modificació de la cromatina, en l'acetilació d'histones i en la regulació del creixement. Si forma part d'un procés biològic serà sempre una proteïna d'unió (binding protein). Si serà un component cel·lular la trobarem al nucli, al nucleoplasma i al Complex NuA4 histone acetil transferasa

## Funció
La proteïna d'unió a MRG és un component del complex histona NuA4 acetiltransferasa (HAT), el qual participa en l'activació del procés de transcripció d'una selecció de gens, principalment per l'acetilació d'histones nucleosomals H4 i H2A. Aquesta modificació pot alterar tant les interaccions nucleosoma - ADN i com permetre la interacció de les histones modificades amb altres proteïnes que indueixen la transcripció genètica. Aquest complex pot ser requerit en l'activació de programes transcripcionals associats a oncogens i proto-oncogens mitjançant la inducció de creixement, l'eliminació de tumors mitjançant la inhibició de creixement i la senescència replicativa, l'apoptosi i la reparació de l'ADN. D'altra banda, NuA4 també es veu implicat directament en la reparació de l'ADN quan es troba reclòs en zones de danys de l'ADN.
Processos biològics:
- Organització de la cromatina: qualsevol procés que resulta en l'especificació, formació o manteniment de l'estructura física de la cromatina de les cèl·lules eucariotes.
- Acetilació de les histones: modificació d'una histona per l'addició d'un grup acetil.
- Regulació del creixement: qualsevol procés que modula la freqüència, el tipus o l'extensió del creixement de tot o d'una part d'un organisme de manera que es produeix a la velocitat adequada, que es pot produir tant en la globalitat com en una part del desenvolupament de l'individu.
- Regulació de la transcripció del promotor II ARN polimerasa: qualsevol procés que modula la freqüència, el tipus o l'extensió de la transcripció del promotor ARN polimerasa II.
- Transcripció, amb plantilla de l'ADN: síntesi cel·lular d'ARN en una plantilla d'ADN.

## Processament i expressió
La proteïna d'unió a MRG es codifica mitjançant el gen corresponent localitzat al Cromosoma 20, 20q13.33 i posició 61427805- 61431943. El gen és traduït gràcies a la seva seqüència genètica a través dels ribosomes. En primer lloc, les dos hèlix del ADN se separen i es transcriu a ARN i en segon lloc, el ARN es tradueix a la proteïna MRGBP. S'inicia amb una metionina que és eliminada posteriorment i el procés continua amb l'addició de 203 aminoàcids més. Seguidament, pateix 5 canvis conformacionals, és a dir, el canvi d'uns aminoàcids per uns altres. Concretament trobem l'addició de la N-acetilglicina en la posició 2, l'addició d'una fosfotreonina en la posició 22 i l'addició de tres fosfoserines en les posicions 23, 191 i 195. A més hi ha 3 fosoforilacions en les serines de les posicions 147, 149 i 197: 
```
1 MGEAEVGGGG AAGDKGPGEA AT
S
PAEETVV WSPEVEVCLF HAMLGHKPVG VNRHFHMICI
61 RDKFSQNIGR QVPSKVIWDH LSTMYDMQAL HESEILPFPN PERNFVLPEE IIQEVREGKV
121 MIEEEMKEEM KEDVDPHNGA DDVFSS
S
G
S
L GKASEKSSKD KEKNSSDLGC KEGADKRKRS
181 RVTDKVLTAN 
S
NPS
S
P
S
AAK RRRT
```

Vegeu The MaxQuant Basa Date
Quan forma part d'un procés biològic pot canviar alguns dels aminoàcids i passar a formar altres proteïnes que derivaran de la MRG Binding Protein. Patint del terme GO 0040008, trobem les següents proteïnes: GO 0001558 regulador del creixement cel·lular, GO: 0010568 regulador del creixement de la cèl·lula apical en procés de budding, GO: 0010570 regulador del creixement filamentós, GO:0035212 competidor de la cèl·lula, i altres reguladors de creixements: GO:0040009,GO: 0044126, GO:0044144, GO:0045929, GO:0045927, GO:00486383, GO:0048638 i GO:2000603.

## Patologies relacionades
El càncer colorectal és una de les causes més comunes de mort per càncer en tot el món.
S'ha demostrat que la proteïna d'unió a MRG està relacionada amb l'aparició de càncer colorectal. S'han realitzat diversos estudis amb l'objectiu d'investigar el paper d'aquesta proteïna en la carcinogènesi colorectal.
Una anàlisi de l'expressió del genoma va identificar un total de 41 gens regulats per aquesta proteïna. Aquests gens estaven implicats en processos biològics, inclosa la replicació d'ADN, i la divisió cel·lular.
Per una part es va observar mitjançant PCR quantitativa, que l'expressió elevada d'aquesta proteïna i l'amplificació del gen, estaven relacionades amb la proliferació cel·lular que causa aquest càncer.
D'altra banda, es va deduir que aquests alts nivells d'expressió s'observen més sovint en carcinomes, tumors malignes (45%) que en adenomes, tumors benignes (5%).
També es van identificar bromodominis (BRD8, coactivador transcripcional) que interaccionaven amb la proteïna d'unió a MRG. L'actuació d'aquest coactivador sobre l'ARN suprimeix la proliferació de les cèl·lules del càncer colorectal.
Per tant, mitjançant aquests resultats podem apreciar que la proteïna d'unió a MRG contribueix a la carcinogènesis colorectal, ja que representa avantatges en la proliferació cel·lular o divisió de les cèl·lules canceroses, a través de la regulació de BRD8 (coneguda com a SMAP o Proteina abundant del múscul esquelètic). S'ha comprovat que sense la seva presència no hi ha alteració de la BRD8. Aquesta informació pot resultar útil per la identificació d'un biomarcador específic pel càncer colorectal i el desenvolupament de mètodes diagnòstic i terapèutics.
Finalment, trobem dominis de la proteïna d'unió a MRG involucrats en la senescència cel·lular i la proliferació que inhibeixen l'homologia estructural a un domini d'interacció amb l'ADN, com la MRG15 que té un paper essencial en el desenvolupament embrionari a través de remodelació de la cromatina i la regulació transcripcional.

## Interaccions
La proteïna d'unió a MRG estableix 108 interaccions amb 60 molècules diferents. Aquestes interaccions s'han demostrat experimentalment a partir de quatre tipus de tècniques, que són la affinity capture-MS, amb la qual es dedueix la interacció quan una proteïna bait mostra afinitat i és capturada a partir d'extractes cel·lulars a través d'un epítop o determinant antigènic o bé mitjançant un anticòs policlonal, de manera que la molècula és identificada amb mètodes d'espectrometria de massa. Una altra tècnica utilitzada per a la identificació de molècules que interaccionen amb la proteïna d'unió a MRG és la affinity capture-Western, amb la qual es dedueix la interacció entre ambdues quan la proteïna bait mostra afinitat i es captura a partir d'extractes cel·lulars a través d'un epítop o mitjançant un anticòs policlonal, i la molècula que interacciona s'identifica per un Western blot mitjançant un anticòs policlonal específic o un segon fragment d'epítop. La tercera tècnica utilitzada és el co-fraccionament, amb el qual es dedueix la interacció per la presència de dues o més subunitats proteiques dins una preparació de proteïnes parcialment purificada. La quarta tècnica empleada en aquesta identificació de molècules i interaccions és el Sistema del doble híbrid, el qual consisteix en l'activació d'un gen reporter per part d'un factor de transcripció que s'uneix a la seqüència reguladora "UAS", la qual està ubicada en el promotor més a dalt del lloc d'inici de la transcripció.
A continuació es troba la llista de les 60 molècules que es coneix que interaccionen amb la proteïna d'unió a MRG:
MORF4L1
MORF4L2
KAT5
BRD8
DMAP1
TRRAP
RUVBL2
RUVBL1
YEATS4
EPC1
MEAF6
VPS72
MBTD1
EPC2
HSPA4
ACTL6A
FOXR2
BPGM
PLAC1
H2AFZ
KRTAP10-7
NOTCH2NL
MSL1
NUP50
ING3
ELAVL1
EP400
HSPB1
KCTD21
KPNA4
EP400NL
MYCL
CEP250
UBR7
RIF1
HIST1H2BA
ACTA1
HNRNPU
HNRNPM
LMNA
HNRNPK
KPNB1
SRCAP
R5L1D1
ING1
DIP2A
TUBA1A
H2AFV
HIST2H2BE
SIN3B
SH3BP4
MRFAP1
ACTG1
KPNA2
RBBP7